# MAML2
MAML2‏ (Mastermind like transcriptional coactivator 2) هوَ بروتين يُشَفر بواسطة جين MAML2 في الإنسان.